# Négyszögöl
A négyszögöl vagy négyzetöl (jele: □) föld-, illetve terület-mértékegység, (latinul orgia quadrata, néha orgyia quadrata). Az 1 öl (1896,486 mm) oldalhosszúságú négyzet területe körülbelül 3,6 m²-nek felel meg.

## Története
Magyar mértékként osztrák előzménnyel indult (Quadratklafter) a 17. században. A hold kisebb egységeként a leggyakrabban használatos területmérték. A 19. század során vált egészen általánossá. Bécsi alegysége túlélte a metrikus rendszer bevezetését. A földnyilvántartási alkalmazását 1972-ben szüntették meg Magyarországon (1972. évi 31. tvr.), de a köznapi gyakorlatban még ma is használják.

## Alegységei
- bánya négyszögöl
- bécsi négyszögöl (6×6 bécsi láb = 36 négyszögláb; 3,597 m² = 0,03597 ár)
- erődítmény négyszögöl
- királyi négyszögöl
- mérnöki négyszögöl
- pozsonyi négyszögöl

## Átváltása metrikus egységekre
1 négyszögöl = 0,0003596651 hektár (ha) = 3,596651 négyzetméter (m²)
1 négyzetméter = 0,278 négyszögöl